# Je n'ai pas sommeil
Ne doit pas être confondu avec J'ai pas sommeil.
Albums de Dimoné
Effets pervers Madame blanche
Je n'ai pas sommeil est le 2e album de l'auteur-compositeur-interprète français Dimoné, édité en 2004 par Estampe.

## Liste des Titres
| No  | Titre                 | Durée |
| --- | --------------------- | ----- |
| 1.  | Le vent en face       |       |
| 2.  | Caméléon              |       |
| 3.  | La part belle         |       |
| 4.  | La Grande Ourse       |       |
| 5.  | 2 temps, 3 mouvements |       |
| 6.  | Dans le ciel          |       |
| 7.  | Les Gyrophares        |       |
| 8.  | Petite Face           |       |
| 9.  | Toujours à l'Orange   |       |
| 10. | Intro : Chez Neptune  |       |
| 11. | Chez Neptune          |       |
| 12. | La Martingale         |       |

## Singles/Clips
Deux singles sont extraits de cet album. Le premier, "La grande Ourse", a un clip, visionnable sur Internet, le deuxième, "Les Gyrophares", n'en comporte pas.